# Вестбрук (Тексас)
Вестбрук (енгл. Westbrook) град је у америчкој савезној држави Тексас. По попису становништва из 2010. у њему је живело 253 становника.

## Демографија
Према попису становништва из 2010. у граду је живело 253 становника, што је 50 (24,6%) становника више него 2000. године.
| Група             | 2000.       | 2010.       |
| Белци             | 148 (72,9%) | 162 (64,0%) |
| Афроамериканци    | 0 (0,0%)    | 8 (3,2%)    |
| Азијати           | 0 (0,0%)    | 1 (0,4%)    |
| Хиспаноамериканци | 52 (25,6%)  | 79 (31,2%)  |
| Укупно            | 203         | 253         |